# Melanis hillapana
Melanis hillapana is een vlindersoort uit de familie van de prachtvlinders (Riodinidae), onderfamilie Riodininae.
Melanis hillapana werd in 1904 beschreven door Röber.